# Michal Ajvaz
Michal Ajvaz, född 30 oktober 1949 i Prag, är en tjeckisk författare och översättare. Han debuterade 1989 och har publicerat romaner, noveller, dikter och essäer. En betydande del av hans litterära produktion faller under kategorin magisk realism.

## Biografi
Michal Ajvaz föddes i Prag som son till ryska föräldrar i exil. Han utbildade sig vid Karlsuniversitetet där han studerade bohemistik och estetik, och arbetar (2025) vid universitetets Centrum för Teoretiska Studier.
Han debuterade 1989 med diktsamlingen Vražda v hotelu Intercontinental (ung. Mord på Intercontinental Hotel). Därefter har han publicerat ett tjugotal böcker, huvudsakligen romaner, men också essäböcker om Jacques Derrida och Jorge Luis Borges. 
Ajvaz har vunnit flera prominenta litterära utmärkelser, däribland Jaroslav Seifert-priset 2005 och Tjeckiska statens litteraturpris 2020.
På svenska finns Michal Ajvaz representerad i antologin Tjeckien berättar: I sammetens spår och med romanen En annan stad (2010).

### På originalspråk (urval)
- Návrat starého varana (1991)
- Druhé město (1993)
- Zlatý věk (2001)
- Prázdné ulice (2004)
- Cesta na jih (2008)
- Lucemburská zahrada (2011)
- Města (2019)

### På svenska
- Tjeckien berättar: I sammetens spår (antologi) (2009)
- En annan stad (originaltitel: Druhé město, översättning av Tora Hedin) (2010)

### På engelska
- The Other City (originaltitel: Druhé město) (2009)
- The Golden Age (orignaltitel: Zlatý věk) (2010)
- Empty Streets (originaltitel: Prázdné ulice) (2016)
- Journey to the South (originaltitel: Cesta na jih) (2023)